# Reykjavíkmoskén
Reykjavíkmoskén (isländska: Moskan í Reykjavík, arabiska: Masjid an-nuur) är en sunnitisk moské i Reykjavík som invigdes 2002. I juli 2013 beslutades att en ny moské skulle byggas i stadsdelen Sogamýri i östra Reykjavík. Beslutet har fått kritik och därmed försvårat bygget. Arkitekter till den nya moskén var Gunnlaugur Stefán Baldursson och Pia Backmann.